# Jugurtia confusa
Jugurtia confusa är en stekelart som beskrevs av Richards 1962. Jugurtia confusa ingår i släktet Jugurtia och familjen Masaridae. Inga underarter finns listade i Catalogue of Life.